# Vereinigte Seifenfabriken Stuttgart
Die Vereinigten Seifenfabriken Stuttgart war ein Unternehmen für Wasch- und Reinigungsmittel in Stuttgart. Es ist 1897 hervorgegangen aus der Vereinigung der Stuttgarter Seifenfabriken Gebrüder Rau, Karl Müller & Co und Gotthilf Nissle, deren größte und bedeutendste, die Firma Gebr. Rau, mit ihrer Gründung bis ins Jahr 1862 zurückreicht. Im Jahre 1903 werden diese gesamten Betriebe nach Untertürkheim in die Mercedesstraße 141 verlegt, wo von Philipp Jakob Manz modernste Fabrikationsgebäude gebaut wurden. Ab 1897 bis 1919 war die Firma eine G.m.b.H., von 1919 bis 1922 eine KG, ab 1922 wurde sie in die Form einer Aktiengesellschaft umgewandelt.
Die Hamburger Seifenfabrik Binder & Ketels (Sunlicht AG) übernahm 1926 die Vereinigten Seifenfabriken Stuttgart AG bis 1932. Auf Beschluss der Generalversammlung wurde 1933 der Firmensitz der Vereinigten Seifenfabriken Stuttgart AG, die das Geschäftsjahr 1932 mit Verlust abgeschlossen hatte, nach Berlin verlegt.
Die Produktion in Untertürkheim wurde 1933 nach Mannheim verlagert. Die Anlagen und Gebäude in Untertürkheim kaufte Daimler-Benz. Alle Gebäude sind im Zweiten Weltkrieg zerstört worden.
Koordinaten: 48° 47′ 1,8″ N, 9° 14′ 43,9″ O

## Produkte
- FEURIO – Doppel Fettseife
- FIAT – Ei Creme Fettseife
- FIAT – Lanolin Creme Seife